# Фатіма аль-Маасума
Фатіма бінт Муса аль-Казим, відома також як Фатіма аль-Маасума і Фатіма аль-Кубра (790, Медіна — 817) — ісламська богословка. Дочка сьомого імама шиїтів-імамитів Муси аль-Казима. В наш час вшановується мусульманами-шиїтами як свята; її гробниця в священному шиїтському місті Кум (Іран) є місцем паломництва.
Крім титулу «аль-Маасума» («Непорочна»), їй також належали імена Карімат Ахл аль-Бейт, Тахіра, Хаміда, Барра, Рашида, Такійя, Накійя, Радійя, Марзійя, Сайіда, Ухт ар-Ріда.
З огляду на те, що імам Алі ібн Муса дав своїй сестрі Фатімі титул «аль-Маасума», шиїтські богослови сперечаються про те, чи володіла вона статусом непорочності, подібно до пророка Мухаммада, Фатіми Захри і дванадцяти шиїтських імамів. Найпоширенішою є точка зору, що даний статус вказував на її чистоту від гріха, при тому, що вона не була застрахована від помилок. Непрямими доказами на користь цієї теологічної позиції служить той факт, що в шиїзмі паломництво до цього мавзолею аль-Маасуми прирівнюється до відвідування могили Фатіми Захри.

## Біографія
Згідно з шиїтськими хадисами, народження Фатіми аль-Маасуми було передбачене її дідом, імамом Джафаром ас-Садком, за 45 років до її появи на світ. Крім Фатіми, в імама аль-Казима було тридцять сім дітей: дев'ятнадцять синів і вісімнадцять дочок. Сучасний вчений Алламе шейх Мухаммад Такі Тустарі зазначив, втім, що за своїм статусом і знанням ніхто з інших дітей імама Муси аль-Казима не міг зрівнятися з Фатімою аль-Маасумою.
Історики сходяться в тому, що вона народилася в Медині, проте сперечаються щодо дати народження.
Існує дві версії: згідно з першою, Фатіма аль-Маасума з'явилася на світ в 789 року, а друга свідчить, що це сталося на 10 років пізніше — 799 року. Однак шиїтські богослови вважають друге припущення неправдоподібним, оскільки батько Фатіми, імам Муса аль-Казім, помер якраз 799 року, до цього пробувши в багдадській в'язниці. Крім того, відомо, що в імама аль-Казима крім аль-Маасуми було ще троє дочок на ім'я Фатіма: Фатіма аль-Вуста, Фатіма ас-Сугров і Фатіма аль-Ухра.
Що стосується першої версії, то її підтримують аятолла шейх Алі Намазі, мулла Мухсин Файд аль-Кашані, алламе Бахрані, доктор Мухаммад Хаді Аміні, Ахмад-заде та інші авторитетні передавачі хадисів і історики.
У біографів немає розбіжностей щодо року смерті Фатіми аль-Маасуми (816), проте в різних джерелах зазначені різні дані щодо дня її смерті. Імовірно вона померла 10 або 11 рабі ас-сані, або 8 шаабана. Тому три дні — 10, 11 і 12 рабі ас-сані — вважаються траурними, в шиїтських мечетях і хусейніях у ці дні проводяться поминальні заходи.
Фатіма аль-Маасума була сестрою восьмого імама Алі ар-Ріди не тільки за батьком, але і за матір'ю. Мати фігурує в історичних джерелах під кількома іменами, найвідоміше з яких — Наджма Хатун (а також Туктам, Умм аль-Банін, Тахіра).
Наджма Хатун була рабинею з Північної Африки, купленою пані Хамідою — матір'ю імама аль-Казима. Увійшовши до будинку імама аль-Казима, вона стала ученицею Хаміди і досягла високого рівня знань у релігії. Згідно з шиїтськими джерелами, Хаміді уві сні прийшла вказівка, що Муса аль-Казим повинен одружитися з Наджмою Хатун. У шлюбі Муси і Наджми Хатун народилося двоє дітей: імам Алі ібн Муса і через 25 років після цього — Фатіма аль-Маасума.
Згідно з шиїтськими джерелами, Фатіма аль-Маасума ніколи не була у шлюбі і померла дівою. Причина безшлюбності Фатіми аль-Маасуми невідома. Шиїтські богослови виділяють дві можливі причини безшлюбності Фатіми аль-Маасуми:
1. Відсутність відповідної кандидатури нареченого, який відповідав би їй за рівнем релігійності, моральності та інтелектуального розвитку;
2. Недовіра до багатьох з людей, що не дозволяло підпустити будь-кого настільки близько до Ахл аль-Бейт, щоб ця людина увійшла до найближчого оточення імама ар-Ріди і його сім'ї.

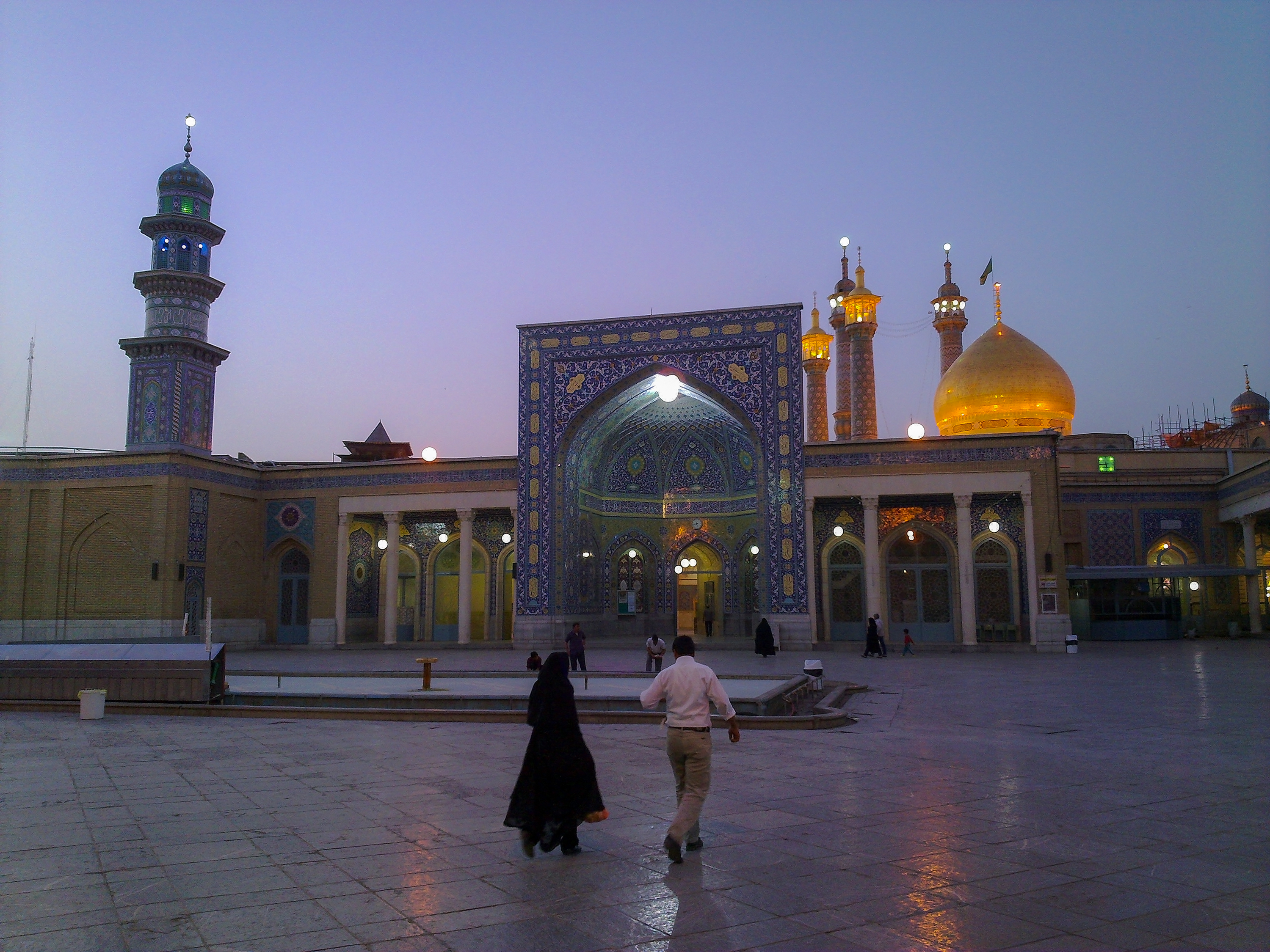

Муса аль-Казим і Алі ібн Муса користувалися у Фатіми аль-Маасуми неперевершеним авторитетом і справили значний вплив на її формування. У зв'язку з цим Фатіма важко переживала арешт свого батька, імама аль-Казима, 795 року, внаслідок чого він був доставлений з Медіни в Багдад, де помер 799 року. Після арешту батька імам Алі ібн Муса поклав на себе піклування над Фатімою і всіма дружинами і дочками імама аль-Казима. Фатіма і Алі були нерозлучні аж до 815 року, поки халіф аль-Мамун не викликав імама ар-Ріда в провінцію Хорасан.

## Подорож в Хорасан
815 року аббасидський халіф аль-Мамун викликав імама ар-Ріда в провінцію Хорасан. Убивши і скинувши з престолу свого брата аль-Аміна, аль-Мамун вирішив таким чином здобути симпатії з боку шиїтів.
Розлука з братом дуже засмутила Фатіму, і через рік після розставання вона вирішила возз'єднатися з братом. Хорасан у той період став точкою тяжіння для багатьох шиїтів у зв'язку з перебуванням там імама Алі ар-Ріди.
Вирушивши з Медіни до Хорасана 816 року, Фатіма аль-Маасума бажала знову бути поруч з братом, щоб допомагати йому в справі поширення шиїтського ісламу, особливо серед жінок. Історики повідомляють, що імам ар-Ріда надіслав їй спеціального листа із запрошенням (за деякими даними, він надіслав подібні листи іншим членам своєї сім'ї). Після цього близько 12000 шиїтів попрямували в Хорасан. Караван очолював син імама аль-Казима, Ібрахім.
За іншою версією, в Хорасан вирушили два окремих каравани. Один караван, чисельністю 12000 осіб, очолював син імама аль-Казима, Ахмад. Караван, в якому була Фатіма аль-Маасума, складався з 23 осіб, а його ватажком був інший син імама аль-Казима, Харун.

У книзі «Кійам-е Садат-е Алаві» говориться, що поруч з містом Саве (приблизно за 60 км від Кума), караван Харуна атакували люди аль-Мамуна. За деякими даними, всі 23 людей, що супроводжували аль-Маасуму, були вбиті. Фатіма аль-Маасума була отруєна однією з ворожих жінок, яка підмішала отруту в її їжу, і важко захворіла. На її прохання її перевезли в Кум, який у ті часи вже став великим шиїтським центром. Алламе Маджлісі зазначає: 
|  | Згідно найточнішим хадисом, коли сім'ї Саада Ашари - найвпливовішій в Кумі шиїтській родині на той час - стало відомо, що пані Фатіма аль-Маасума (світ їй) перебувала в Саве і що вона була хвора, всі вони попрямували в Саве, щоб запросити її в Кум. Особливо видатним членом цієї сім'ї був Муса ібн Хазрадж ібн Саад Ашари - сподвижник імама ар-Ріди. Коли він досяг місця, де знаходилася пані Фатіма аль-Маасума, він взяв віжки її верблюда і відвіз її в Кум, у свій власний будинок. Там вона провела останні (16 або 17) днів свого життя. |

Сьогодні цей будинок носить назву «Бейт ан-Нур» («Обитель Світла»), в ньому залишилося недоторканим те місце, де Фатіма аль-Маасума читала намаз в останні дні свого життя. Також там розташовується школа під назвою мадресе-е Сіттійе.
Фатіма аль-Маасума померла і була похована в Кумі.

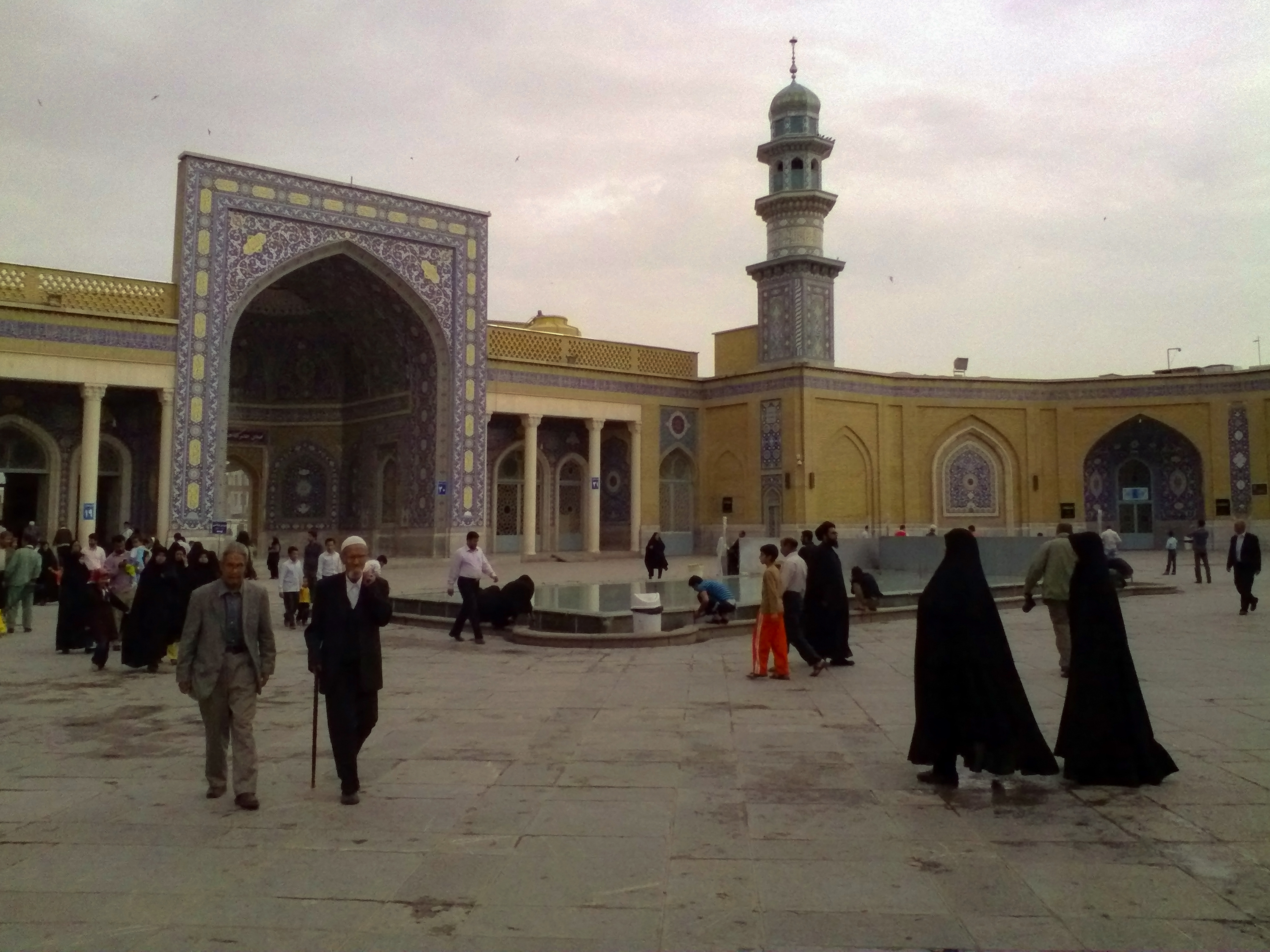
Мавзолей Фатіми аль-Маасуми

Про долю другого каравану повідомляється, що він був атакований військом аль-Мамуна, поблизу Шираза. Багато членів цього каравану були вбиті, деякі врятувалися втечею. Могили убитих Сайїда Ісхака, Сайїда Абу Ріди, Сайїда Алі Асгара та інших членів сім'ї Алі ар-Ріди сьогодні слугують місцем паломництва шиїтів.

## Похорон

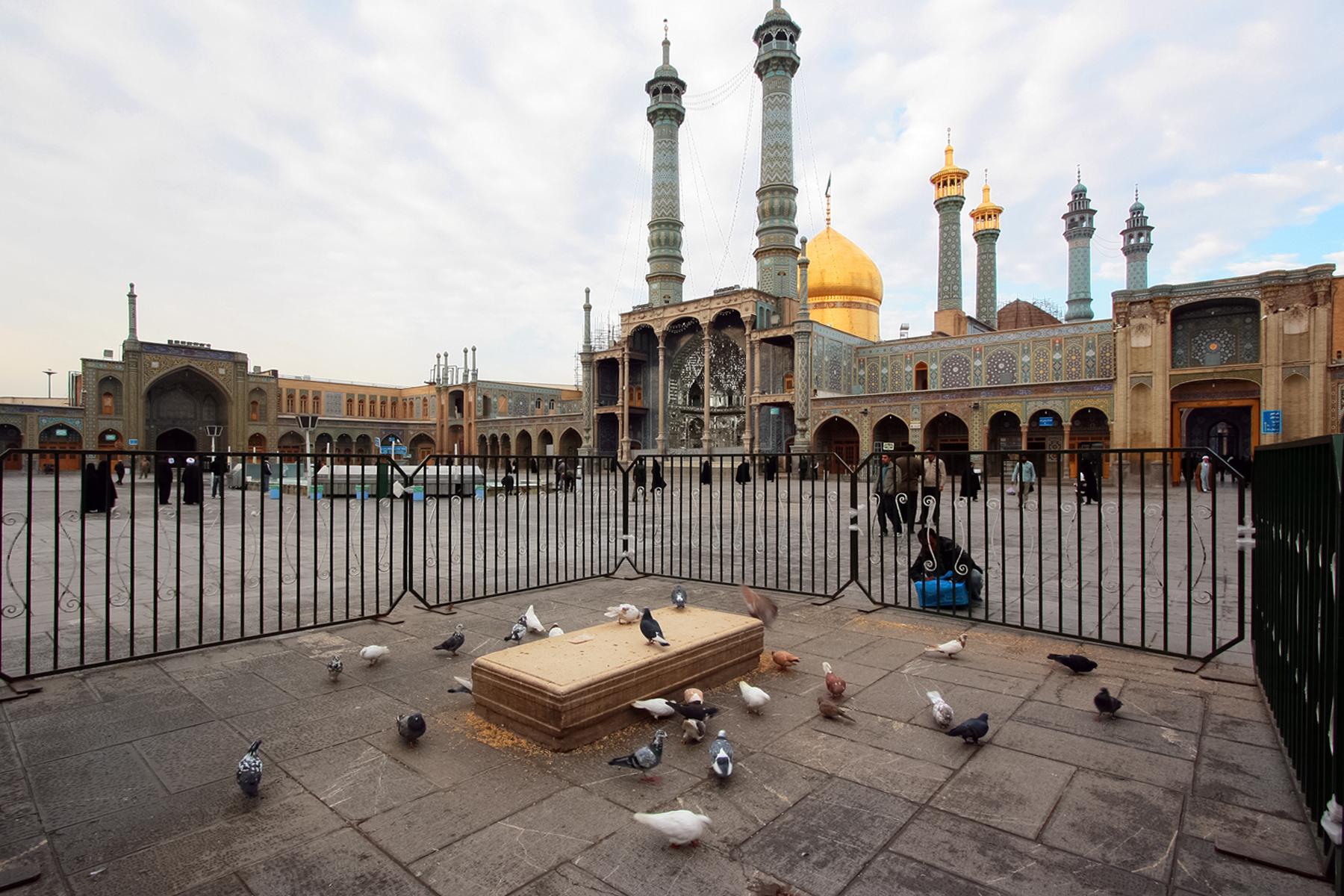
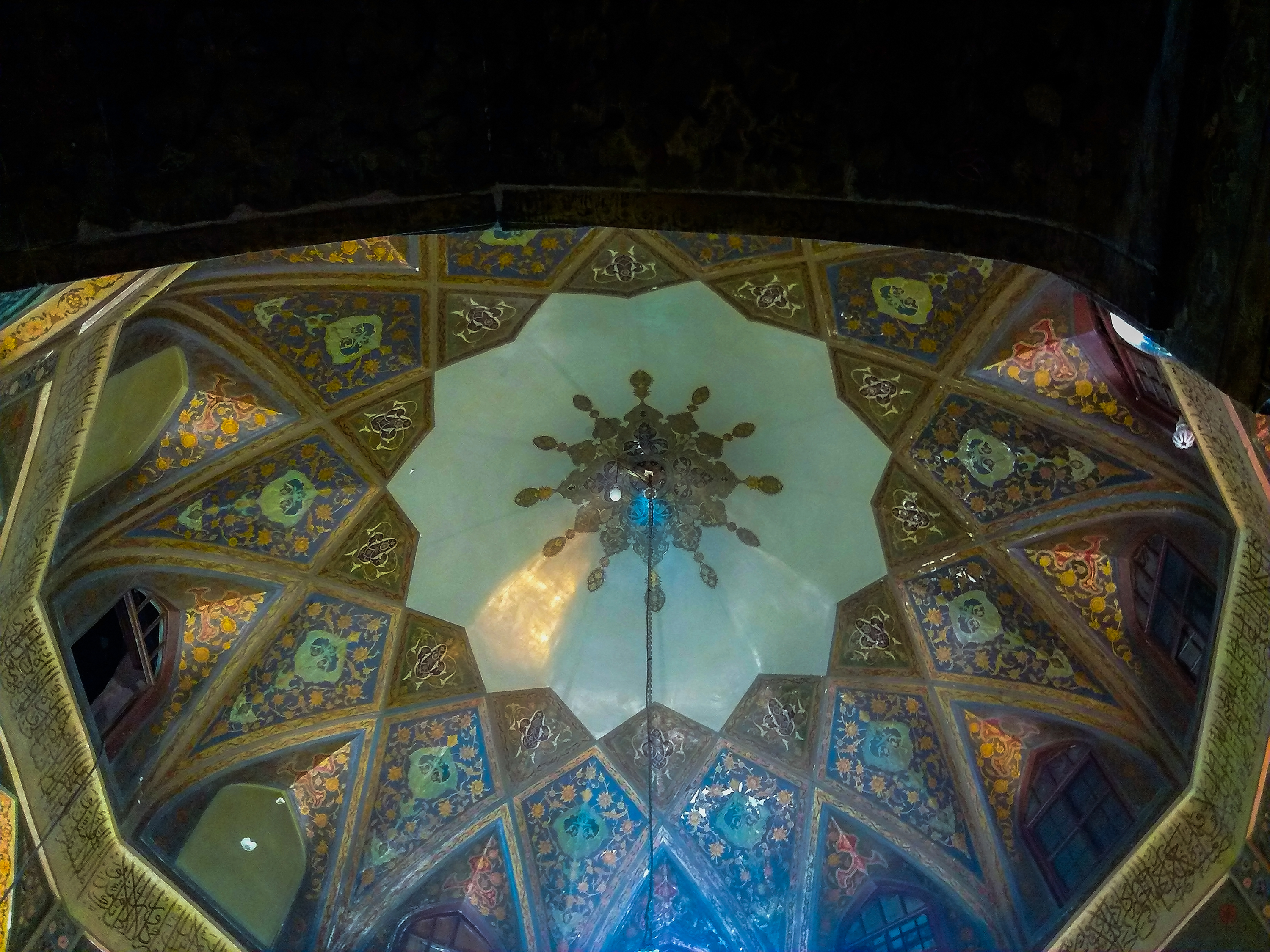
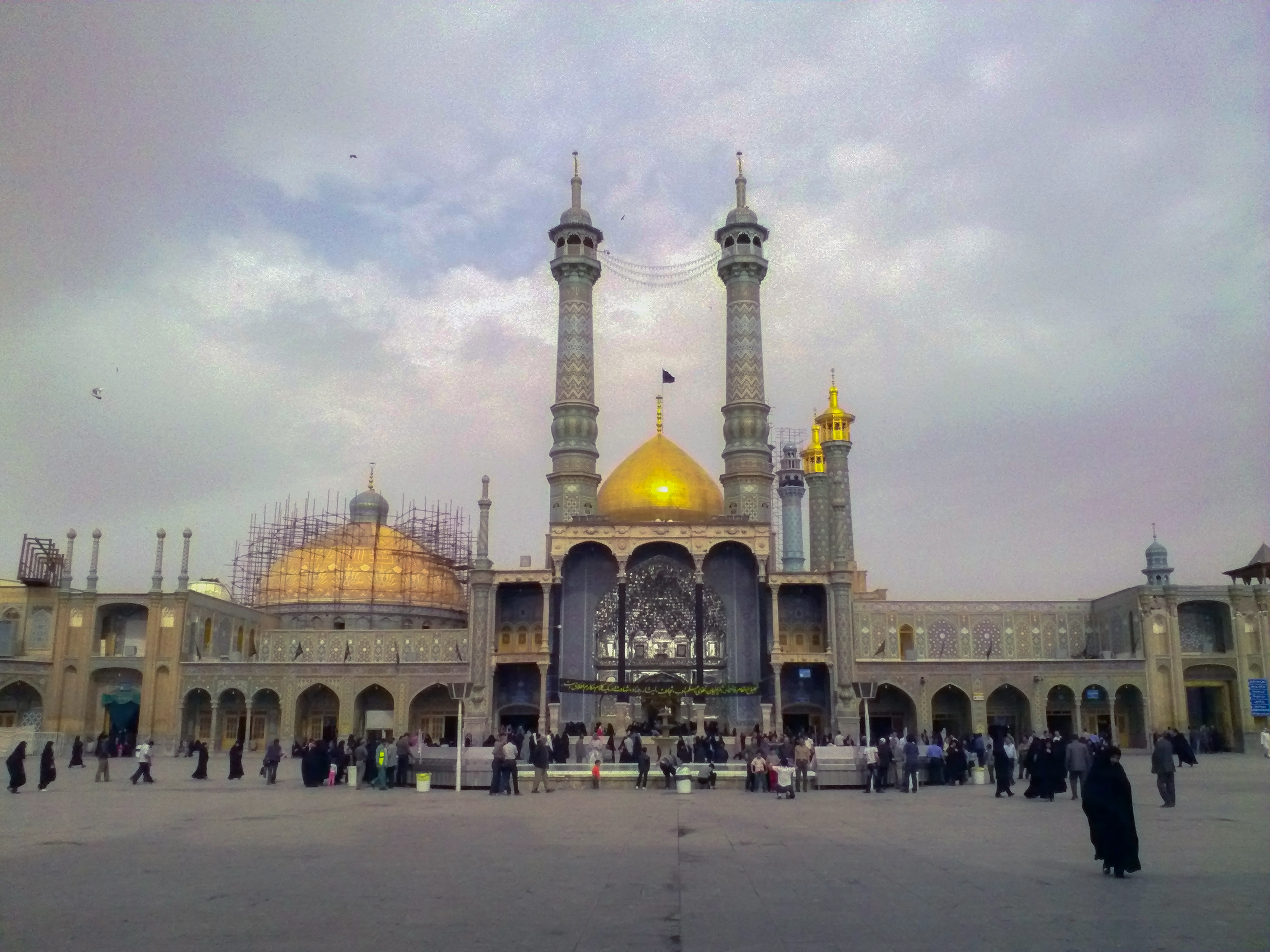
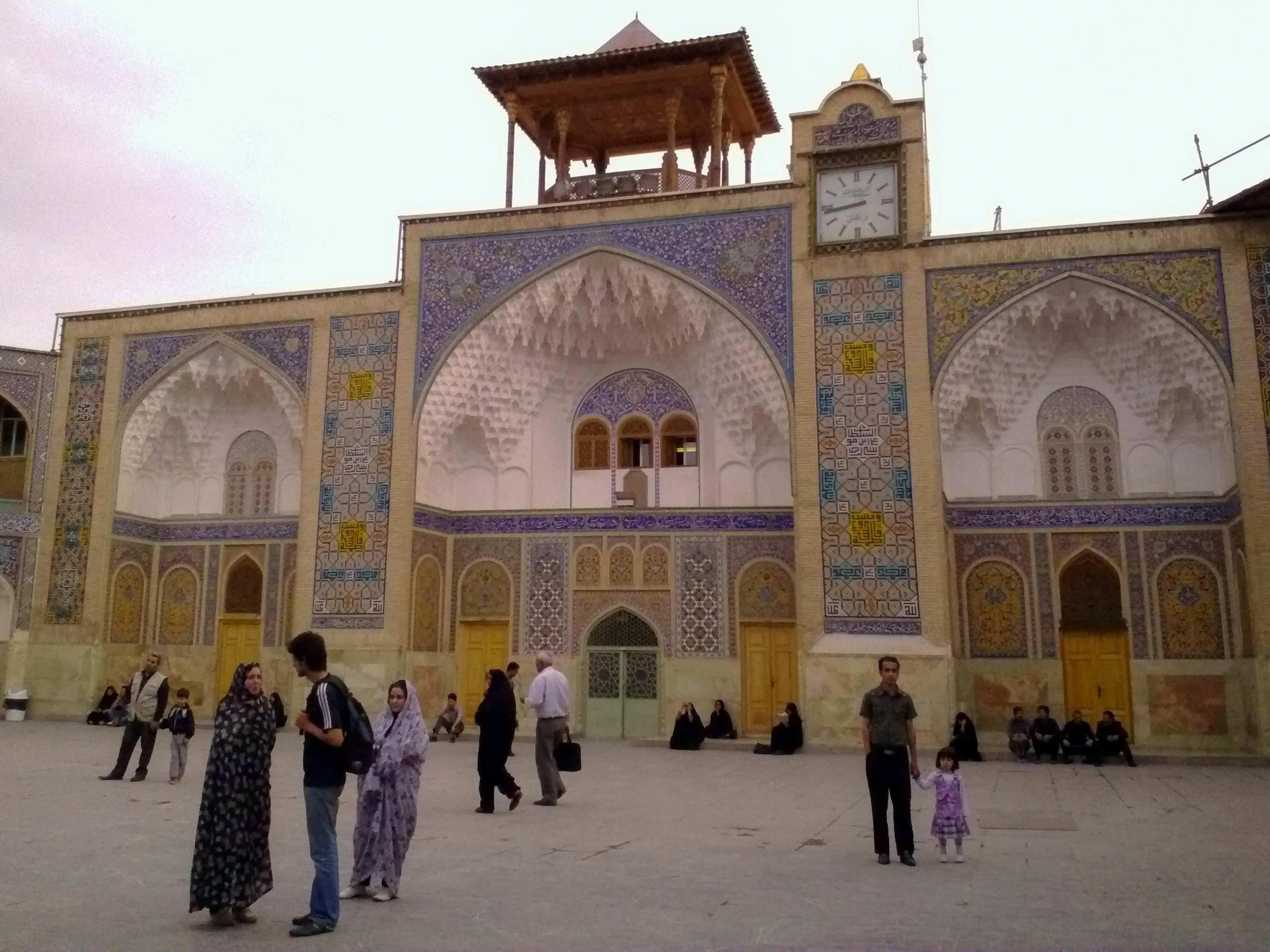
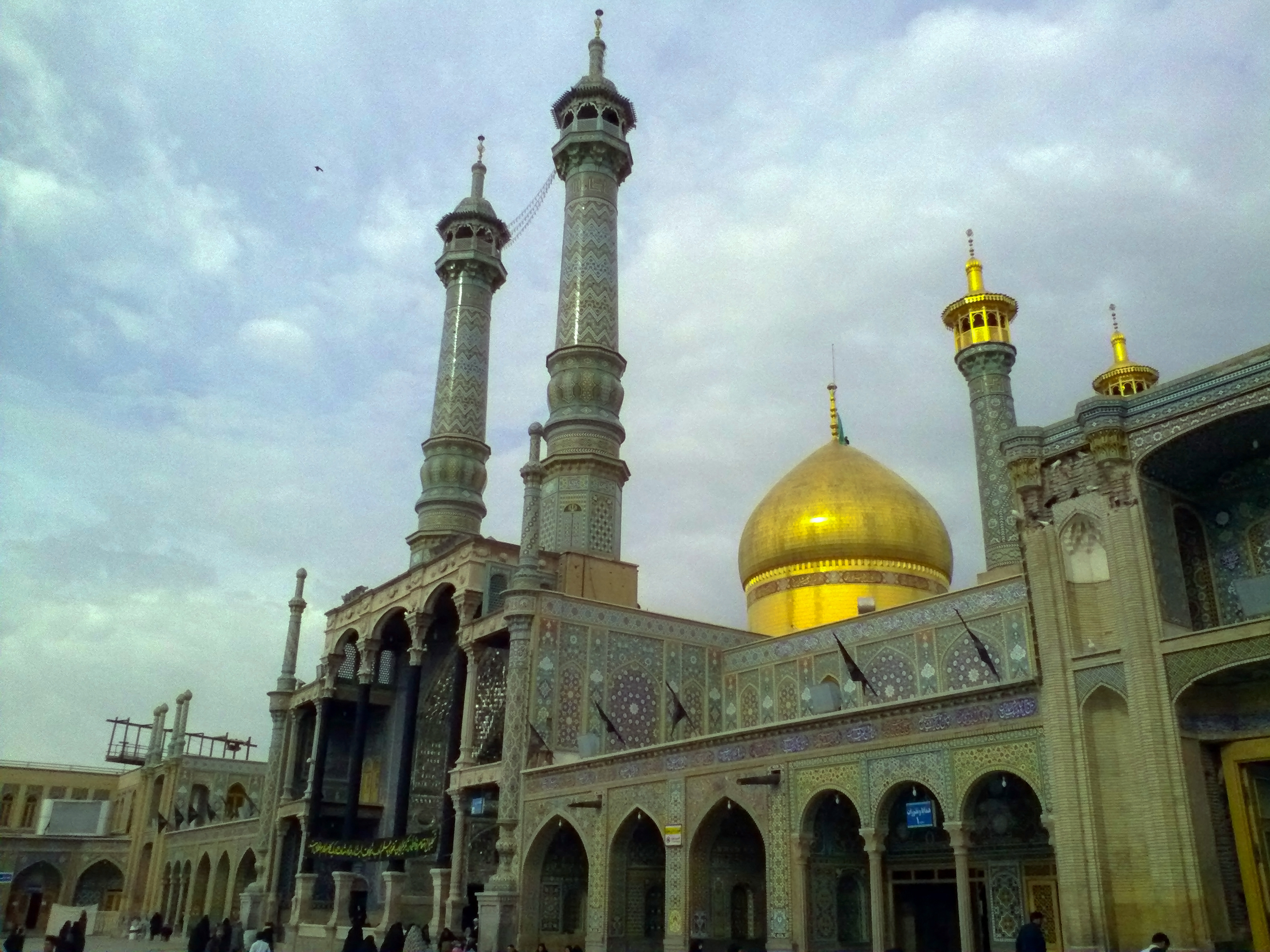
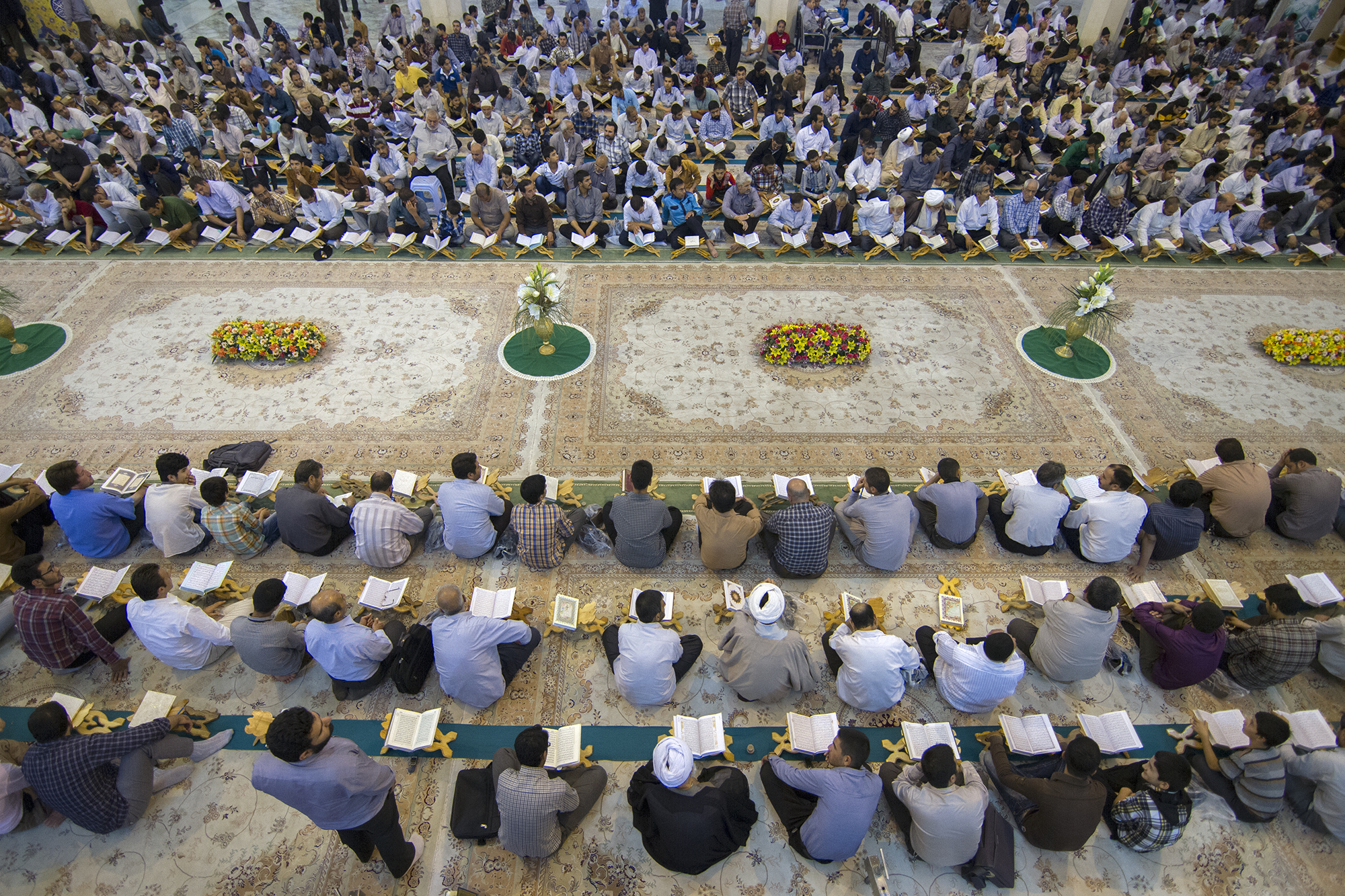

У той час місце, де поховали Фатіму аль-Маасуму, було відоме як Бабелан. Це була пустельна, не обжита земля, що належала Мусі ібн Хазраджу, який дозволив поховати Фатіму в цьому місці. Згідно з переказами, поховати її повинен був чоловік на ім'я Кадір, побожний старець з числа Ахл аль-Бейт, однак раптово з'явилися двоє вершників у масках, прочитали похоронний джаназа-намаз над тілом аль-Маасуми і поховали її. Мусульмани-шиїти переконані в тому, що це був сам імам ар-Різа і його син, дев'ятий імам шиїтів Мухаммад ат-Такі.
Надалі поряд з Фатімою аль-Маасумою була похована Умм Мухаммад, онука імама Мухаммада ат-Такі аль-Джавада, а також Маймун, сестра Умм Мухаммад, і Бурайхія, онука імама аль-Джавада за лінією його сина Муси.
Шейх Аббас Куми згадує також про те, що в цьому місці поховані ще кілька праведних жінок: Зайнаб, дочка імама ат-Такі, Умм Ісхак, невільниця Мухаммада ібн Муси Мубарки, і Умм Хабіб, рабиня Мухаммада ібн Ахмада ібн Муси Мубарки.

Над гробницею Фатіми аль-Маасуми було зведено мавзолей, який є одним із шедеврів іранської архітектури. Його будівництво почалося в період правління династії Сефевідів, зокрема, за часів шахів Ісмаїла Хатаї, Тахмаспа і Аббаса I Великого. Згодом мавзолей двічі перебудовували і розширювали — в епоху Каджарів і після Ісламської революції (1979 рік). 

## Богословська діяльність
Фатіма аль-Маасума отримала чудове навчання й у віці шести років вже була здатна відповідати на питання людей щодо нюансів шиїтського богослов'я і права.
Фатіма аль-Маасума володіла глибокими знаннями в галузі різних ісламських наук і етики (ахлак) Ахл аль-Бейт. У шиїзмі вона вважається однією з найнадійніших передавачок хадисів. З переданих через неї хадисів, що дійшли до нас, — хадис Гадір; хадис Манзілат; хадис, що описує нюанси міраджу пророка Мухаммада; хадис про народження імама Хусейна, де йдеться про його «непорочність», та інші.